# Franziska Rettenbacher
Franziska Rettenbacher (* 17. Juni 1938 in Hamburg; † 18. Mai 2019) war eine deutsche Trachtenpflegerin. Sie war seit 1987 Leiterin des Heimatmatmuseums Simbach am Inn.

## Werdegang
Rettenbacher kam in Hamburg zur Welt. Ihre aus dem Rottal stammende Mutter Theodolinde Schreiber war dort nach Studium bei einer Schifffahrtslinie angestellt. Nach dem frühen Tod des Vaters kam sie zunächst zur Pflege nach Simbach. Die Mutter folgte nach Ende des Zweiten Weltkriegs und bezog mit ihrer Tochter ein Haus in der Rennbahnsiedlung. Kurz nach Beendigung der Schulzeit lernte sie ihren späteren Ehemann Karl kennen, mit dem sie vier Kinder großzog.
Von ihrer Mutter hatte sie die Kunst der Goldstickerei erlernt. Mit der Wiederbelebung der Trachtenvereine und der Rückbesinnung auf die alten Gewänder, vor allem der Goldhauben aus dem Passauer Raum, bekam Rettenbacher zahlreiche Aufträge zur Restaurierung oder Neuanfertigung. 1970 trat sie dem Trachtenverein Inntaler Simbach bei, im Dreiflüsse-Trachtengau Passau war sie 23 Jahre lang für das Sachgebiet „Tracht“ zuständig.
1982 wurde sie zur Trachtenberaterin des Bezirkes Niederbayern südlich der Donau ernannt. Auf ihre Initiative hin wurde im Freilichtmuseum Massing eine Trachtenberatungsstelle eingerichtet. Nachdem sie schon ab 1979 Besucher durch das alte Heimatmuseum im Rathaus der Stadt Simbach geführt hatte, wurde sie nach Wiedereröffnung im ehemaligen Rent- und Finanzamt im Jahr 1987 zu dessen Leiterin bestellt.
Für ihr jahrzehntelanges Engagement für die Pflege von Brauchtum und Tracht in ihrer Heimat wurde Rettenbacher mehrfach ausgezeichnet. Publizistisch trat sie mit zwei Büchern über die Kunst des Goldstickens hervor.

## Ehrungen
- Verdienstmedaille der Stadt Simbach a.Inn
- Malteserkreuz „Pro meritis“ für ehrenamtliche Arbeiten
- Medaille des Landesvereins für Heimatpflege
- Ehrenmitglied des Trachtenvereins Inntaler Simbach
- Ehrenmitglied des Dreiflüsse-Trachtengaus Passau
- 27. Juli 2009: Verdienstkreuz am Bande der Bundesrepublik Deutschland